# Stille Generatie
De Stille Generatie, ook bekend als de Traditionalistische Generatie, is het Westerse demografische cohort na de Grootste Generatie en voorafgaand aan de babyboomers. De generatie wordt over het algemeen gedefinieerd als mensen die geboren zijn tussen 1928 en 1945.
Vanwege de crisis van de jaren 1930 en de Tweede Wereldoorlog kregen de mensen minder kinderen, waardoor de generatie relatief klein is. Het is de generatie die tijdens de Koreaanse Oorlog vocht. De Stille Generatie wordt soms getypeerd als eerder conformistisch en traditionalistisch, de zogenoemde "stille meerderheid". Anderzijds stonden zij ook aan de leiding van de burgerrechtenbeweging in de VS, en de tegencultuur van de jaren 1960, en waren zij het die de rock and roll muziek van de jaren 1950 en 1960 creëerden. Zij beleefden als jongvolwassenen de tijden van opkomende welvaart, beleefden economische onrust op middelbare leeftijd en genoten van relatief comfort op latere leeftijd.

## Terminologie
Een van de eerste meldingen van een "stille generatie" stamt uit een artikel in Time van 1951. Het "stille" van deze groep was in de VS mogelijk toe te schrijven aan de repressie tijdens het Mccarthyisme, of de strenge opvoeding in andere landen.
Verloren Generatie · Groots(t)e Generatie · Stille Generatie · Babyboomgeneratie · Generatie X · Generatie Y· Generatie Z · Generatie Alfa · Generatie Bèta